# Erich Eriksen
Erich Eriksen (geboren als Fritz Max Erich Joseph am 13. September 1882 in Berlin; gestorben am 20. August 1961 ebenda) war ein deutscher Regisseur, Produzent und Drehbuchautor von Stummfilmen.

## Leben
Erich Joseph genannt Eriksen (so der Eintrag im Handelsregister) arbeitete zu Beginn seiner Regietätigkeit auch in Frankfurt am Main, bevor er nur noch für mehrere Berliner Produktionsfirmen, etwa der National-Film AG, drehte. Zweimal schrieb er an Drehbüchern mit, so zu seinem Film Maud Rockfellers Wette (1924), bei dem er auch Regie führte. Im selben Jahr drehte er mit Grete Reinwald in der Hauptrolle die Filme Gib mich frei! und Lena Warnstetten nach Romanvorlagen von  Hedwig Courths-Mahler. Im September 1927 gründete er gemeinsam mit dem Kaufmann Hans Friedländer die Produktionsfirma Rondo Film GmbH.

## Filmografie

### Regisseur
- 1919: Liebe, Haß und Geld
- 1919: Wenn ein Mädchen hübsch ist
- 1919: Skandal im Viktoriaclub
- 1919: Ich lasse dich nicht
- 1920: Des Teufels Advokat
- 1920: Hexengold
- 1920: Dein ist mein Herz
- 1920: Zwischen den Dreien
- 1920: Kloster Wendhusen
- 1921: Verrat auf Schloss Treuenfels
- 1924: Maud Rockfellers Wette
- 1924: Das stolze Schweigen
- 1924: Gib mich frei!
- 1925: Lena Warnstetten
- 1926: Annemarie und ihr Ulan
- 1927: Wer wirft den ersten Stein?
- 1928: Das Lied, das meine Mutter sang

### Produzent
- 1927: Wer wirft den ersten Stein?
- 1929: Rosen blühen auf dem Heidegrab

### Drehbuchautor
- 1924: Maud Rockfellers Wette
- 1929: Nacht vor dem Tode
- 1932: Betragen ungenügend